# Golden Gate, Illinois
Golden Gate là một làng thuộc quận Wayne, tiểu bang Illinois, Hoa Kỳ. Năm 2010, dân số của làng này là 68 người.

## Dân số
Dân số qua các năm:
- Năm 2000: 100 người.
- Năm 2010: 68 người.